# STS-41B
STS-41B e десетата мисия на НАСА по програмата Спейс шатъл и четвърти полет на совалката Чалънджър. Това е първият полет, обозначен по новата система за номерация и вместо STS-11 e номериран STS-41В (мисия STS-10 е отменена поради забавен полезен товар).

## Екипаж
| Пост                    | Астронавт                              |
| ----------------------- | -------------------------------------- |
| Командир                | Ванс Бранд трети космически полет      |
| Пилот                   | Робърт Гибсън първи космически полет   |
| Специалист на мисията 1 | Брюс Маккендлес първи космически полет |
| Специалист на мисията 2 | Роналд Макниър първи космически полет  |
| Специалист на мисията 3 | Робърт Стюарт първи космически полет   |

- Броят на полетите е преди и включително тази мисия.

## По новата номерацията на полетите
Съкращението STS (Space Transportation System) се следва от сериен номер, предварително одобрен за всяка мисия. От този полет се въвежда нов начин за номериране мисиите на совалките. След абревиатурата STS следват две цифри, първата от които означава финансовата година, за която е планиран полетът. Финансовата година в САЩ започва на 1 октомври. Следващото число, показва космодрумът, от който е изстреляна совалката. Всички осъществени мисии са само с номер 1, което означава Космическия център „Кенеди“. Теоретично, би могло да има и номер 2 – базата Ванденберг, но тя никога не е била използвана на практика (макар и да има няколко планирани старта оттам). Така записана мисията STS-41B означава, че това е мисия в рамките на финансовата 1984 година (1 октомври 1983 – 30 септември 1984), насрочена за старт от космическия център „Кенеди“ и насрочена за втора мисия (макар че тя в крайна сметка се реализира като първа заради отменената STS-10 – STS-41А). Според старата номерация трябва да е полет STS-11.

## Полетът
Совалката е изстреляна успешно на 3 февруари 1984 г. от космическия център „Кенеди“ в 8:00 EST. Полезният товар на совалката са два комуникационни спътника (Westar 6 и Palapa B-2 (Индонезия)), пуснати в орбита около 8 часа след старта. Спътниците обаче са пуснати в по-ниска от разчетната орбита. По-късно двата спътника са прибрани успешно следващия ноември, по време на мисия STS-51A на совалката Дискавъри. Тези операции доказват огромните транспортни възможности на космическите кораби за многократно използване. За първи път са изведени два спътника едновременно, макар че експериментът е определен от НАСА като неуспешен поради посочената причина.
На четвъртия ден от мисията, астронавтите Брус Маккендлес и Робърт Стюарт извършват съответно първата и втората космическа разходка с помощта на пилотируем маневриращ модул (на английски: Manned Maneuvering Unit). Брус Маккендлес е първият „човек-спътник“ на Земята, отдалечил се на 98 м. (320 фута) от совалката. На седмия ден на мисията, астронавтите извършват трета и четвърта космическа разходка за изпробване методите на „улавянето“ и прибиране на спътници за ремонт, което е планирано за следващата мисия STS-41C. Общата продължителност на излизанията в космоса е 12 часа и 12 минути.
Полетът е с продължителност 7 денонощия 23 часа 15 минути и 55 секунди и приключва на 11 февруари 1984 г., в 7:15 EST в космическия център „Кенеди“. Това е първото кацане на космически кораб на мястото, от което е стартирал.

## Резултати от мисията
Въпреки частичния неуспех с комуникационните сателити, мисията STS-41B е определена като една от най-успешните мисии на НАСА. За първи път космически кораб излита и каца на едно и също място. За първи път един космически кораб извежда на околоземна орбита два спътника. За първи път астронавт излиза и маневрира в открития космос без да е вързан за кораба. Мисията доказва големите транспортни възможности и експлоатационна универсалност на космическите кораби от четвърто поколение Спейс шатъл. Тя показва и отличната подготовка на американските астронавти, които изпълняват експеримент, за който не са тренирали и който не е предвиден в нейните параметри.

## Параметри на мисията
- Маса:
  - При излитане: 113 603 кг
  - При кацане: 91 280 кг
  - Маса на полезния товар: 22 323 кг
- Перигей: 307 км
- Апогей: 318 км
- Инклинация: 28,5°
- Орбитален период: 90.8 мин.

### Космически разходки
| № | Участници                       | Начало          | Край             | Продължителност  |
| - | ------------------------------- | --------------- | ---------------- | ---------------- |
| 1 | Брюс Маккендлес и Робърт Стюарт | 7 февруари 1984 | 8 февруари 1984  | 5 часа 55 минути |
| 2 | Брюс Маккендлес и Робърт Стюарт | 9 февруари 1984 | 10 февруари 1984 | 6 часа 17 минути |

## Галерия
- Индонезийския спътник „Палапа В-2“ в орбита
- Брюс Маккендлес изпробва „раницата“
- Брюс Маккендлес сниман на фона на Земята
- Брюс Маккендлес отдалечен максимално от совалката